# Neocosmocercella
Neocosmocercella ist eine Gattung der Spulwürmer mit drei Arten. Sie sind Parasiten bei Froschlurchen in Südamerika.

## Merkmale
Neocosmocercella-Arten  sind Cosmocercinae deren sechseckige Mundöffnung von drei zweilappigen Lippen umgeben wird. Jeder dieser Lappen trägt einen nach vorn gerichteten Kutikula-Ausläufer. Das Der vordere Mundraum (Cheilostom) ist dreistrahlig. Die Vagina ist verlängfert und über 1,5 mm lang. Der Uterus besteht aus einem großen gemeinsamen Sack, von dem zwei nach vorn gerichtete Äste ausgehen. Die beiden Ovarien liegen vor der Vulva. Die Eier sind groß, in der Längsachse über 150 mm. Das Hinterende der Weibchen ist gerade. Das Hinterende der Männchen ist im hinteren Ende linksspiralig gewunden und hat große, bläschenförmige Papillen. Typusart ist Neocosmocercella paraguayensis.

## Systematik
Zur Gattung gehören
- Neocosmocercella bakeri
- Neocosmocercella fisherae
- Neocosmocercella paraguayensis